# عدالت شمالی: گروه تندر
عدالت شمالی: گروه تندر یا سگ‌های قطب شمال (انگلیسی: Arctic Justice: Thunder Squad) یک انیمیشن در ژانر کمدی محصول کشور بریتانیا است که در سال ۲۰۱۹ منتشر شد.

## خلاصهٔ داستان
یک روباه از قطب شمال به نام سوئیفتی که به عنوان کارمند پست کار می‌کند، آرزو دارد تا به عنوان یک سگ نمونه تبدیل شود به همین خاطر او برای اثبات اینکه می‌توانید این کار را انجام دهد، وارد یک ماجراجویی هیجان انگیز می‌شود. او به همراه دوستانش باید نقشه شوم اهالی قطب شمال را خنثی کند.